# Vernieuwd Beleid Aartselaar
Vernieuwd Beleid Aartselaar (VBA) was een Belgische lokale politieke partij in Aartselaar.

## Geschiedenis
De partij ontstond in aanloop naar de gemeenteraadsverkiezingen van 1982 en vond haar inspiratie bij De Wakkere Burger en het prille Agalev. Speerpunten waren thema's als burgerparticipatie en milieu (ISVAG-verbrandingsoven en de onveilige situatie aan de A12). De kandidaten op de kieslijst waren voornamelijk afkomstig uit de wijkraden en actiegroepen, alsook uit ouderverenigingen van de lokale scholen. 
Bij haar eerste verkiezingsdeelname behaalde de partij 16,38% van de uitgebrachte stemmen - goed voor drie zetels in de gemeenteraad. Ze werd daarmee de derde grootste partij in Aartselaar. Bij de lokale stembusgang van 1988 verloor de partij iets minder dan een 1%, maar kon ze haar drie verkozenen behouden. Bijna - met slechts enkele tientallen stemmen meer - had ze toen een vierde zetel binnengehaald. Na de gemeenteraadsverkiezingen van 1994 trad de partij toe tot een coalitie met VLD, SP en NAP. Schepen voor de partij werd Luc Wuytack. Hij kreeg onder meer de bevoegdheden Milieu en Inspraak. De andere twee verkozenen waren Greet Denissen en Isidore Mertens. In 1996 verliet Denissen de gemeenteraad, ze werd opgevolgd door Ann Fabeck.
In de aanloop naar de stembusgang van 2000 verlieten verschillende leden de partij om een lokale Agalev-afdeling op te richten. De overgebleven VBA'ers vormden met de leden van de lokale Volksunie/iD21-afdeling de nieuwe partij Demokratisch en Leefbaar Aartselaar (DLA).